# ATP International Series
Il circuito ATP International Series è stato un circuito tennistico nato nel 2000 al posto delle ATP World Series, era riservato ad atleti professionisti organizzati dalla ATP. Il montepremi dei tornei che ne facevano poteva variare da un minimo di 416000 $ fino ad un massimo di 1000000 $. In termini di montepremi e punti assegnati si assestavano tra i Challenger e gli International Series Gold.
Dal 2009 è stato sostituito dall'ATP World Tour 250 series.

## Tornei
Questo è l'elenco dei tornei International Series, secondo l'ordine temporale con cui si succedevano nell'arco della stagione.
| Torneo                              | Località                                                       | Superficie            | Montepremi (US$) | Atleti | Prima ed. |
| ----------------------------------- | -------------------------------------------------------------- | --------------------- | ---------------- | ------ | --------- |
| ATP Buenos Aires                    | Buenos Aires, Argentina                                        | Terra rossa           | 445000 $         | 32     | 1993      |
| ATP Pörtschach                      | Pörtschach, Austria                                            | Terra rossa           | 416000 $         | 32     | 1981      |
| Auckland Open                       | Auckland, Nuova Zelanda                                        | Cemento               | 436000 $         | 32     | 1975      |
| BCR Open Romania                    | Bucarest, Romania                                              | Terra rossa           | 416000 $         | 32     | 1993      |
| Brasil Open                         | Bahia, Bahia, Brasile                                          | Terra rossa           | 456000 $         | 32     | 2001      |
| Chennai Open                        | Chennai, India                                                 | Cemento               | 436000 $         | 32     | 1996      |
| Chile Open                          | Viña del Mar, Cile                                             | Terra rossa           | 448000 $         | 32     | 1993      |
| China Open                          | Pechino, Cina                                                  | Cemento               | 500000 $         | 32     | 1993      |
| Croatian Indoors                    | Spalato, Croazia                                               | Cemento indoor        | 400000 $         | 32     | 1998      |
| Croatia Open Umag                   | Umago, Croazia                                                 | Terra rossa           | 416000 $         | 32     | 1990      |
| Dutch Open                          | Amersfoort, Paesi Bassi                                        | Terra rossa           | 416000 $         | 32     | 1976      |
| Estoril Open                        | Estoril, Portogallo                                            | Terra rossa           | 625000 $         | 32     | 1990      |
| Grand Prix de Tennis de Lyon        | Lione, Francia                                                 | Sintetico (indoor)    | 800000 $         | 32     | 1987      |
| Grand Prix Hassan II                | Casablanca, Marocco                                            | Terra rossa           | 416000 $         | 32     | 1986      |
| Hall of Fame Tennis Championships   | Newport, Stati Uniti                                           | Erba                  | 416000 $         | 32     | 1976      |
| Halle Open                          | Halle, Germania                                                | Erba                  | 800000 $         | 32     | 1993      |
| Indianapolis Tennis Championships   | Indianapolis, Stati Uniti                                      | Cemento               | 525000 $         | 32     | 1988      |
| International Tennis Championships  | Delray Beach, Stati Uniti                                      | Cemento               | 416000 $         | 32     | 1993      |
| Internazionali di Tennis di Baviera | Monaco di Baviera, Germania                                    | Terra rossa           | 416000 $         | 32     | 1974      |
| Kingfisher Airlines Tennis Open     | Shanghai, Cina / Città di Ho Chi Minh, Vietnam / Mumbai, India | Cemento (i) / Cemento | 416000 $         | 32     | 2006      |
| Kremlin Cup                         | Mosca, Russia                                                  | Sintetico (indoor)    | 1000 $           | 32     | 1990      |
| Los Angeles Open                    | Los Angeles, Stati Uniti                                       | Cemento               | 525000 $         | 32     | 1927      |
| Nottingham Open                     | Nottingham, Gran Bretagna                                      | Erba                  | 416000 $         | 32     | 1995      |
| Open 13                             | Marsiglia, Francia                                             | Cemento (indoor)      | 600000 $         | 32     | 1993      |
| Open de Moselle                     | Metz, Francia                                                  | Cemento (indoor)      | 416000 $         | 32     | 2003      |
| Open de Tenis Comunidad Valenciana  | Valencia, Spagna                                               | Terra rossa           | 416000 $         | 32     | 1995      |
| Orange Prokom Open                  | Sopot, Polonia                                                 | Terra rossa           | 500000 $         | 32     | 2001      |
| Ordina Open                         | 's-Hertogenbosch, Paesi Bassi                                  | Erba                  | 416000 $         | 32     | 1990      |
| Pacific Coast Championships         | San José, Stati Uniti                                          | Cemento (indoor)      | 416000 $         | 32     | 1974      |
| Pilot Pen Tennis                    | New Haven, Stati Uniti                                         | Cemento               | 675000 $         | 48     | 1985      |
| Qatar Open                          | Doha, Qatar                                                    | Cemento               | 1000 $           | 32     | 1993      |
| Queen's Club Championships          | Londra, Gran Bretagna                                          | Erba                  | 800000 $         | 56     | 1970      |
| South Australian Open               | Adelaide, Australia                                            | Cemento               | 419000 $         | 32     | 1974      |
| Stockholm Open                      | Stoccolma, Svezia                                              | Sintetico (indoor)    | 800000 $         | 32     | 1969      |
| St. Petersburg Open                 | San Pietroburgo, Russia                                        | Sintetico (indoor)    | 1000 $           | 32     | 1995      |
| Swedish Open                        | Båstad, Svezia                                                 | Terra rossa           | 416000 $         | 32     | 1948      |
| Swiss Indoors                       | Basilea, Svizzera                                              | Cemento (indoor)      | 1000 $           | 32     | 1970      |
| Swiss Open Gstaad                   | Gstaad, Svizzera                                               | Terra rossa           | 496000 $         | 32     | 1915      |
| Sydney International                | Sydney, Australia                                              | Cemento               | 436000 $         | 32     | 1975      |
| Tennis Channel Open                 | Las Vegas, Stati Uniti                                         | Cemento               | 416000 $         | 32     | 1986      |
| Thailand Open                       | Bangkok, Thailandia                                            | Cemento (indoor)      | 550000 $         | 32     | 2003      |
| U.S. Men's Clay Court Championships | Houston, Stati Uniti                                           | Terra rossa           | 416000 $         | 32     | 1969      |
| Washington Open                     | Washington, Stati Uniti                                        | Cemento               | 600000 $         | 48     | 1969      |
| Zagreb Indoors                      | Zagabria, Croazia                                              | Sintetico (indoor)    | 416000 $         | 32     | 2006      |